# Małgorzata Laurentowicz-Granas
Małgorzata Teresa Laurentowicz-Granas (ur. 14 lipca 1946 w Zabrzu) – polska muzealnik, współtwórczyni Muzeum Miasta Łodzi i jego dyrektor w latach 2011–2016.

## Życiorys
Urodziła się w Zabrzu na Śląsku. Ukończyła studia z konserwatorstwa i zabytkoznawstwa na Uniwersytecie Mikołaja Kopernika w Toruniu. Po ukończeniu studiów pracowała w Muzeum Okręgowym w Toruniu oraz w Muzeum Górnośląskim w Bytomiu. Na początku lat 70. przeprowadziła się do Łodzi, gdzie w latach 1972–1975 była zatrudniona w miejskim Biurze Badań i Dokumentacji Zabytków. W tym okresie była też członkinią ekipy realizacyjnej filmu Ziemia obiecana z 1974 roku jako konserwatorka i konsultantka. 
W 1975 roku rozpoczęła pracę w nowo powstałym Muzeum Miasta Łodzi, które współtworzyła od podstaw wraz z jego pomysłodawcą i pierwszym dyrektorem, Antonim Szramem. W instytucji tej przeszła przez wszystkie szczeble kariery zawodowej od asystentki, przez starszą kustoszkę i kierowniczkę Działu Sztuki. Za dyrekcji Ryszarda Czubaczuńskiego objęła stanowisko wicedyrektora muzeum. Od 1 października 2011, po przejściu na emeryturę ówczesnego dyrektora Ryszarda Czubaczyńskiego, pełniła obowiązki dyrektora muzeum. 26 września 2012 została powołana, bez konkursu, przez prezydent Miasta Łodzi Hannę Zdanowską na 5-letnią kadencję dyrektora Muzeum Miasta Łodzi do 30 września 2017. Funkcję tę pełniła do przejścia na emeryturę 15 lipca 2016. Przez 41 lat pracy w Muzeum Miasta Łodzi, jako kustoszka, wicedyrektor i finalnie dyrektor współtworzyła bogaty dorobek merytoryczny muzeum. Jest autorką i współautorką wielu wystaw.

## Wybrane publikacje
- Pałace „Ziemi Obiecanej”, Widzewska Oficyna Wydawnicza ZORA, 1997, ISBN 83-8669-910-8.
- Antoni Szram. Wizje i konkrety., Urząd Miasta Łodzi, Departament Architektury i Rozwoju, Biuro Miejskiego Konserwatora Zabytków, 2018, ISBN 978-83-945182-3-3. (współautorka z Mieczysławem Kuźmickim)
- Potęga Scheiblerów. Rodzina, Księży Młyn Dom Wydawniczy, 2021, ISBN 978-83-7729-573-1.

## Odznaczenia
- Złoty Krzyż Zasługi (za zasługi w działalności na rzecz rozwoju kultury, 2003)[15]
- Odznaka „Za Zasługi dla Miasta Łodzi” (2006)[16]
- Srebrny Medal „Zasłużony Kulturze Gloria Artis” (2010)[17]
- Odznaka Honorowa „Bene Merito” (2015)[18]
- Honorowa Odznaka Miasta Łodzi[19]
- Odznaka „Zasłużony Działacz Kultury”[20]
- Nagroda za osiągnięcia w dziedzinie twórczości artystycznej, upowszechniania i ochrony kultury przyznana przez Prezydenta Miasta Łodzi[21]